# 1961 en basket-ball
Chronologie du basket-ball
1960 en basket-ball - 1961 en basket-ball - 1962 en basket-ball
Les faits marquants de l'année 1961 en basket-ball

## Mai
- Championnat d'Europe masculin : URSS.

## Récapitulatifs des principaux vainqueurs de compétitions 1960-1961

### Masculins
| Europe - Coupe des clubs champions : CSKA Moscou. - Espagne : Real Madrid. - France : Alsace de Bagnolet. - Grèce : Panathinaïkos Athènes. - Israël : Hapoël Tel-Aviv. - Italie : Ignis Varese. - URSS : CSKA Moscou. - Yougoslavie : AŠK Olimpijia Ljubljana. | Amériques - National Basketball Association : Celtics de Boston. | Afrique, Asie, Océanie |

### Féminines
| Europe - Coupe des clubs champions : Daugava Rīga. - Espagne : non disputé (création en 1964). - France : Paris UC. - Grèce : non disputé (création en 1968). - Italie : A.P. Udinese. | Amériques | Afrique, Asie, Océanie |

## Naissance
- 13 mai : Dennis Rodman, basketteur américain.
- 1er juin : Jasmin Repeša, entraîneur croate

## Décès
- 15 juillet : Don Sunderlage, basketteur américain

## Liens